# Kamikaze (Mongoleneinfall)
Kamikaze (aus japanisch 神風, wörtlich „göttlicher Wind“) ist eine (aus dem Japanischen entlehnte) Bezeichnung für einen Sturm, der im 13. Jahrhundert zur Verhinderung zweier Mongoleninvasionen in Japan beitrug.

## Geschichte
Unter dem Mongolenherrscher Kublai Khan, einem Enkel von Dschingis Khan, unternahm eine mongolisch-koreanische Streitmacht im Jahr 1274 den Versuch, das japanische Kaiserreich zu erobern, nachdem Japan es zuvor abgelehnt hatte, sich den Mongolen zu unterwerfen. Es gelang ihnen bei der Schlacht von Bun’ei, auf den Inseln Kyūshū und Tsushima zu landen und den japanischen Verteidigern schwere Verluste zuzufügen, jedoch zogen sie sich bei Nacht auf ihre Schiffe zurück und wurden dort von einem Taifun überrascht, durch den über 10.000 Mann, rund ein Drittel der Invasionsstreitkräfte, ums Leben kamen.
Sieben Jahre später stach eine weitere, wesentlich größere Invasionsflotte in See (Schlacht von Kōan). Wiederum gelang es den Mongolen, auf Kyūshū zu landen, jedoch waren die Japaner diesmal besser vorbereitet und konnten den Angreifern standhalten, bis wieder ein Taifun die meisten Schiffe der Invasionsflotte zerstörte und der größte Teil der Streitkräfte, angeblich über 100.000 Mann, starb. Kublai Khan gab seine Eroberungsabsichten, über die bereits Marco Polo berichtet hatte, nie auf, aber die wiederholten Aufstände in China und Korea ließen einen weiteren Invasionsversuch nicht mehr zu.
Diese beiden Stürme wurden als Götterwind bezeichnet und bestärkten die Japaner in dem Glauben, ihr Land werde von den Göttern beschützt.